# Lamport Hall
Pour les articles homonymes, voir Lamport.
Lamport Hall à Lamport, dans le Northamptonshire, est une maison classée Grade I. Elle est développée à partir d'un manoir Tudor mais est maintenant remarquable pour sa façade classique. La maison contient une collection exceptionnelle de livres, de peintures et de meubles. Le bâtiment comprend The High Room avec un magnifique plafond de William Smith. Il possède également une bibliothèque avec des volumes du XVIe siècle et un cabinet du début du XIXe siècle avec des cabinets napolitains qui représentent des peintures mythologiques sur verre. Elle est ouverte au public.
Lamport Hall est la maison de la famille Isham de 1560 à 1976. Sir Charles Isham, 10e baronnet est crédité d'avoir lancé la tradition des nains de jardin au Royaume-Uni lorsqu'il introduit un certain nombre de figurines en terre cuite d'Allemagne dans les années 1840 .

## Histoire

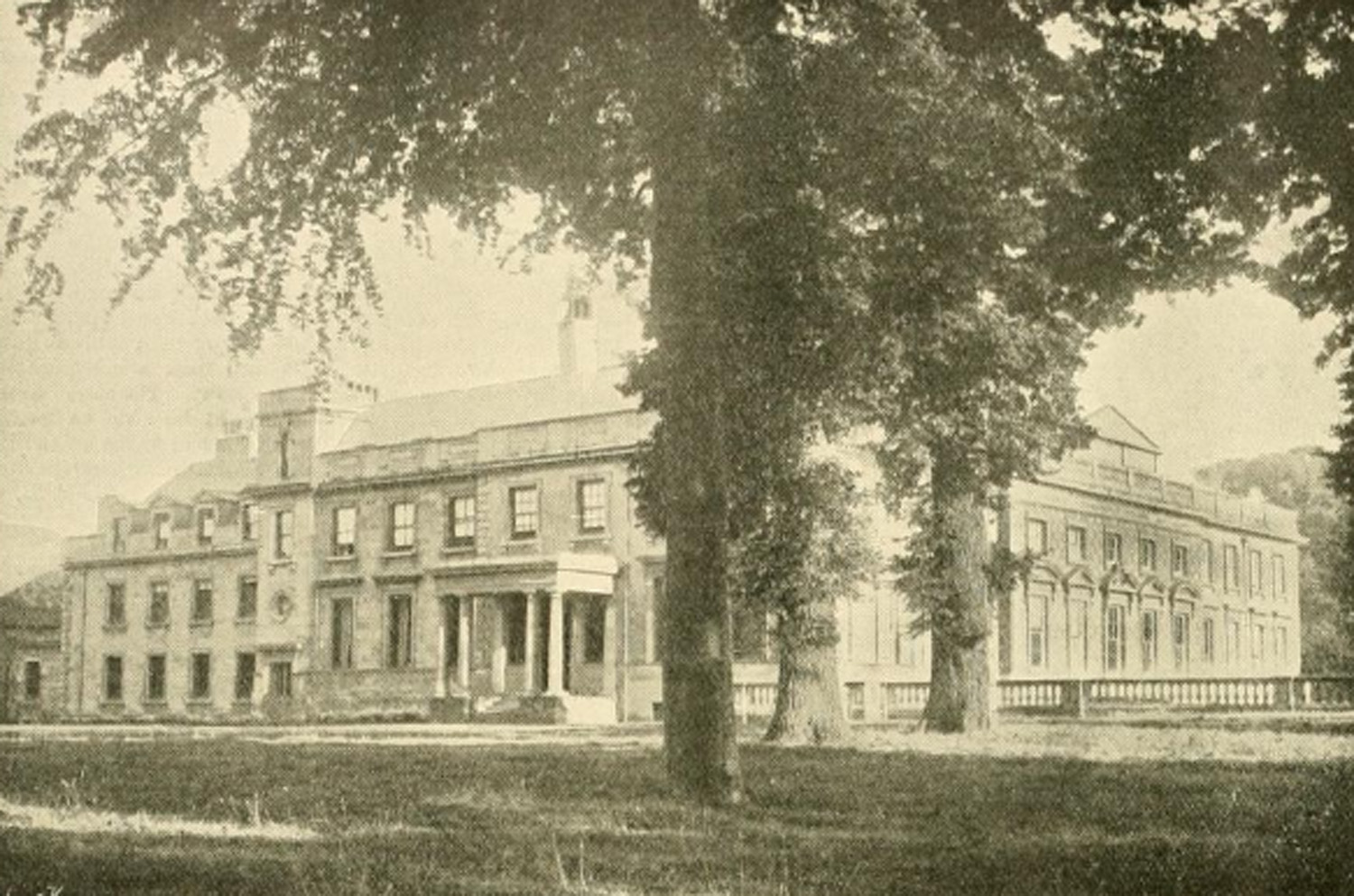
Lamport Hall en 1898 lorsqu'il appartenait à Sir Charles Isham

En 1568, John Isham, un riche marchand de laine, construit un manoir sur le domaine de Lamport. Son petit-fils, également nommé John, devient le premier baronnet en 1627 sous le règne de Charles Ier. Il agrandit considérablement la maison. Cependant, le seul vestige de cette structure est une section de l'aile stable actuelle.
C'est Sir Justinian Isham qui construit le bâtiment principal existant. En 1655, il charge John Webb, un élève d'Inigo Jones, de concevoir une grande maison à deux étages. Les ajouts majeurs concernaient la façade sud-ouest et nord et sont achevés en 1741. Les portes de la route principale datent de 1824 et sont conçues par Henry Hakewill .
En 1842, une autre reconstruction majeure de la façade sud-est est achevée, et plus tard Sir Charles Isham commande la construction d'une nouvelle façade avec porche sur la façade nord-ouest, qui est maintenant l'entrée principale distinctive de la salle. Cela est achevé en 1862. La tour est construite à peu près à la même époque .
Vers 1950, la maison s'est considérablement détériorée et le propriétaire de l'époque, Sir Gyles Isham, entreprend d'importants travaux de rénovation et ouvre le rez-de-chaussée au public en 1974. À sa mort en 1976, il laisse le bâtiment et son contenu au Lamport Hall Preservation Trust, qui s'occupe aujourd'hui de la maison et des jardins.
En 1867, un certain nombre de volumes rares de prose et de poésie élisabéthaine sont trouvés dans un grenier . Celles-ci comprenaient les premières éditions reliées en peau de mouton par John Milton - Paradise Lost et Paradise Regained .